# Barbara Noske
Barbara Noske (* 1949) ist eine niederländische Kulturanthropologin und Philosophin. Sie verteidigt ein Verständnis von Tierproduktion im Kontext einer politischen Ökonomie des Kapitalismus und prägte dafür das Konzept des Tierindustriellen Komplexes.
Noske studierte an der York University und schloss ein Masterprogramm an der Universität von Amsterdam ab, wo sie auch in Philosophie promoviert wurde. Ihre Schriften fallen thematisch in die kritischen Human-Animal Studies und den tiefenökologischen Ökofeminismus. Sie war als Research Fellow an der Universität Sydney tätig.

## Werke (Auswahl)
- Humans and Other Animals Beyond the Boundaries of Anthropology. Pluto Press, 1989, ISBN 1-85305-054-7.
- Al liftend: Uit het leven van een wereldreizigster. Van Gennep, 2000, ISBN 90-5515-245-5.
- Die Entfremdung der Lebewesen. Die Ausbeutung im tierindustriellen Komplex und die gesellschaftliche Konstruktion von Speziesgrenzen. Wien 2008. ISBN 978-3-900782-46-7.

Artikel
- The animal question in anthropology: A commentary. In: Society and Animals. 1. Jahrgang, Nr. 2, 1993, S. 185–190. (de; PDF; 87 kB)
- Animals and the green movement: A view from the Netherlands. In: Capitalism Nature Socialism. 5. Jahrgang, Nr. 4, 1994, ISSN 1045-5752, S. 85–94, doi:10.1080/10455759409358611.
- Speciesism, anthropocentrism, and non-western cultures. In: Anthrozoos. 10. Jahrgang, 1997. (de; PDF; 59 kB)
- Two Movements and Human-Animal Continuity: Positions, Assumptions, Contradictions. In: Animal Liberation Philosophy and Policy Journal. 2. Jahrgang, Nr. 1, 2004, S. 1–12 (Two Movements and Human-Animal Continuity: Positions, Assumptions, Contradictions (Memento vom 5. Januar 2009 im Internet Archive) [PDF]). (de; PDF; 110ckB)
- Deep Ecology, Animal Rights and Animal-Human Continuity: contrasts and contradictions. In: Green Theory & Praxis: The Journal of Ecopedagogy. 2. Jahrgang, Nr. 1, 2006, S. 80–100 (criticalanimalstudies.org [PDF]).